# レジェンド・オブ・ウォーリアー 反逆の勇者
『レジェンド・オブ・ウォーリアー 反逆の勇者』（ - はんぎゃくのゆうしゃ、原題：Pathfinder）は、2007年のアメリカ映画。日本では劇場未公開。
1987年のノルウェー映画『ホワイトウイザード』のリメイクである。ダークホースコミックからグラフィックノベルも出版された。

## ストーリー
未開の地に何代にも渡り住み続けるネイティブ・アメリカンの村に一人の少年がやって来た。それは彼らが怪物と忌み嫌う、略奪と殺戮の化身、海賊の息子だった。村人らは少年を悪魔と呼ぶが、村の長は少年を「村の運命の子」とし、息子として迎え入れる。時は流れ、少年が立派な青年へと成長した頃、村を海賊が襲う。海賊らは未開の民を人扱いせず、土地の浄化として村人全員を虐殺する。唯一生き残った青年は復讐の鬼と化し、海賊を全滅させるべく無謀な戦いを挑む。自らの闇と対峙し、己の生きる道を見出しながら……。

## キャスト
| 役名             | 俳優                   | 日本語吹替 |
| ---------------- | ---------------------- | --- |
| ゴースト         | カール・アーバン       | 村治学 |
| スターファイアー | ムーン・ブラッドグッド | 浅野まゆみ |
| パスファインダー | ラッセル・ミーンズ     | 村松康雄 |
|                  | ジェイ・タヴァレ       | |
| グンナル         | クランシー・ブラウン   | |
|                  | ラルフ・モーラー       | |
|                  | ナサニエル・アルカン   | |
| その他           |                        | 相沢恵子 石波義人 花輪英司 風間秀郎 石川ひろあき 秋元羊介 石住昭彦 加藤悦子 菊地ゆうみ 細野雅世 藤井啓輔 石上裕一 山下亜矢香 小池いずみ 中村公子 宇佐美涼子 |